# John Lennox
John Carson Lennox (Armagh, Irlanda, 7 de noviembre de 1943) es doctor en Matemáticas de la Universidad de Oxford y asociado a Matemáticas y Filosofía de la Ciencia en el Green Templeton College, Oxford y un apologista católico.
Estudió en la Universidad de Cambridge, donde obtuvo los grados de maestría y doctorado, y posteriormente fue lector en Matemática pura en la Universidad de Gales, donde fue galardonado con una condecoración.
Ocupó la cátedra Alexander von Humboldt en las universidades de Würzburg y Friburgo en Alemania.
Ha publicado más de 70 artículos sobre Álgebra (Teoría de grupos) y es coautor de dos monografías de investigación en el Oxford Mathematical Monographs,  The Theory of Subnormal Subgroups (con S E Stonehewer) en 1987 y The Theory of Inﬁnite Soluble Groups (con D J S Robinson) en 2004.
También posee un Master en Bioética. El profesor Lennox está interesado en las relaciones entre Ciencia, Filosofía y Teología y ha dado conferencias y escrito numerosos artículos y varios libros sobre matemáticas y apologética cristiana.  Ha hecho numerosas visitas a Europa del Este y los países de la antigua Unión Soviética para debatir y dar conferencias sobre estos temas.
Ha debatido con algunos ateos como Christopher Hitchens, en el Festival de Edimburgo (2008) y Richard Dawkins, tanto en Alabama, EE. UU. como en Oxford, Inglaterra.
Entre sus libros se incluyen Has Science Buried God? y Christianity: Opium or Truth? (escrito con David Gooding).

## Obras
- John C. Lennox (2003). ¿Ha enterrado la Ciencia a Dios?. Andamio. ISBN 9788482672779.

- John C. Lennox, Derek J. S. Robinson (2004). The Theory of Infinite Soluble Groups. Oxford University Press. ISBN 9780191523151.
- John C. Lennox (2011). God's Undertaker: Has Science Buried God?. Lion Hudson PLC. ISBN 9780745959115.
- John C. Lennox (2011). God and Stephen Hawking: Whose Design is it Anyway?. Lion Books. ISBN 9780745955490.
- John C. Lennox (2011). Seven Days That Divide the World: The Beginning According to Genesis and Science. Zondervan. ISBN 9780310492191.
- John C. Lennox (2011). Gunning for God: Why the New Atheists are Missing the Target. Lion Books. ISBN 9780745953229.
- David Gooding, John Lennox (1997). Christianity: Opium Or Truth. Gospel Folio Press. ISBN 9781882701469. (requiere registro).
- David Gooding, John C. Lennox (2001). Key Bible Concepts. Gospel Folio Press. ISBN 978-1882701414.
- David Gooding, John C. Lennox (2001). The Definition of Christianity. Gospel Folio Press. ISBN 978-1882701421.
- John C. Lennox (2015). Against the Flow: The inspiration of Daniel in an age of relativism. Monarch Books. ISBN 9780857216229.
- John C.Lennox (9 de abril de 2020). ¿Dónde está Dios en un mundo con coronavirus?. Publicado originalmente bajo el título Where is God in a coronavirus world, por The Good Book Company.© concediéndole permiso a la Editorial Andamio para distribuir este libro por medios electrónicos ISBN: 978-1-950417-26-1. https://poiema.co/products/donde-esta-dios-en-un-mundo-con-coronavirus?variant=32075081285728
- Lennox, John (2021). 2084: Inteligencia artificial y el futuro de la humanidad. Andamio Editorial. p. 288. ISBN 841896121X.